# Arianna Perilli
Arianna Perilli (Rimini, 28 de novembro de 1978) é uma atiradora esportiva san marinesa, especialista na fossa olímpica.

## Carreira

### Rio 2016
Arianna Perilli representou seu país nas Olimpíadas de 2016, ficando na 13º colocação na fossa olímpica, fora das finais.